# Тамбовская духовная семинария
Тамбо́вская духо́вная семина́рия — высшее учебное заведение Тамбовской епархии Русской православной церкви, готовящее священно- и церковнослужителей.

## История
Открыта указом императрицы Екатерины II от 22 сентября 1779 года. Для семинарии в Тамбове не нашлось помещений, и она была открыта в стенах Нижнеломовского Казанского мужского монастыря, который находился далеко от епархиального центра. Ученики от Тамбовской епархии, обучавшиеся в Рязанской Духовной семинарии, были вызваны во вновь открытую семинарию.
В 1786 году на Набережной улице Тамбова городские власти выделили место под строительство, и уже в 1788 году в новое здание перевели два класса философии и риторики, а в 1798 году — все остальные.
В 1799—1800 года было построено два флигеля с южной и северной стороны, в которых разместились общежитие и квартиры для наставников.
Миссионерская деятельность будущих священнослужителей требовала знания языков местного населения. В этой связи с 1818 году в программу обучения включили мордовские и татарский языки.
В XIX — начале XX века семинария являлась культурным, духовно-просветительским центром Тамбовской губернии. Её библиотека представляла собой одно из лучших книжных собраний губернии того времени. С 1 июля 1861 года при семинарии стали выходить «Тамбовские епархиальные ведомости».
К началу XX века семинария вошла в число крупных учебных заведений России; в ней обучалось более 600 человек.
В 1918 году семинария была закрыта.
5 октября 1999 года Священный Синод постановил преобразовать Духовно-пастырские курсы при Тамбовском епархиальном управлении в Тамбовское духовное училище с трёхгодичным сроком обучения.
20 апреля 2005 года Тамбовская духовная семинария была возрождена как высшее православное духовное учебное заведение, которое готовит священно- и церковнослужителей. Находится на территории Казанского мужского монастыря.
Тамбовская духовная семинария участвует в грантовом конкурсе «Православная инициатива». В 2014 году на средства гранта совместно с Тамбовской областной библиотекой им. А.С. Пушкина был реализован проект «Святитель Питирим: начало и конец Империи».В 2016 году на конкурс представлен проект «Веры нерушимой основание», при реализации которого в 2017 году планируется организовать передвижную выставку к 100-летию убиения первых новомучеников Церкви Русской.
28 декабря 2018 года Священный Синод постановил открыть в Тамбовской духовной семинарии магистерскую программу по профилю «Русская духовная словесность».

## Ректоры
согласно сайту Тамбовской духовной семинарии
- архимандрит Иоанникий (Беркут-Полонский) (22 сентября 1779 — 8 января 1790)
- архимандрит Ювеналий (Смирнов) (23 апреля — 18 мая 1787) номинально
- архимандрит Арсений (Домонтович) (8 января 1790 — 22 марта 1794)
- архимандрит Досифей (1794—1802)
- протоиерей Гавриил Шиловский (1802—1813)
- архимандрит Иасон (Никольский) (январь 1813—1828)
- архимандрит Анастасий (Ключарёв) (1828—1833)
- архимандрит Николай (Соколов) (1833—1834)
- архимандрит Агапит (Вознесенский) (1834—1835)
- архимандрит Иоанн (Чистяков) (9 мая 1831 — 11 июля 1833)
- архимандрит Адриан (Тяжёлов) (1836—1841)
- архимандрит Иоасаф (Покровский) (1841—1842)
- архимандрит Никодим (Лебедев) (сентябрь 1842—1847)
- архимандрит Платон (Фивейский) (13 апреля 1847 — 3 декабря 1852)
- архимандрит Феофилакт (Праведников) (1853—1858)
- архимандрит Серафим (Аретинский) (2 декабря 1858 — январь 1860)
- архимандрит Феоктист (Попов) (январь-октябрь 1860)
- архимандрит Геннадий (Левитский) (10 октября 1860 — 21 августа 1868)
- протоиерей Иоанн Москвин (1868 — апрель 1869) и. о.
- протоиерей Михаил Зефиров (14 апреля 1869—1872)
- протоиерей Димитрий Самбикин (10 июля 1872—1881)
- протоиерей Дмитрий Певницкий (29 июня 1881—1883)
- архимандрит Христофор (Смирнов) (3 июня 1883—1885)
- архимандрит Никандр (Молчанов) (21 июля 1885 — 30 января 1891)
- протоиерей Павел Соколов (февраль 1891 — 1 июля 1899)
- архимандрит Афанасий (Самбикин) (30 июня 1900 — март 1902)
- архимандрит Нафанаил (Троицкий) (15 февраля 1902 — февраль 1904)
- архимандрит Феодор (Поздеевский) (9 февраля 1904 — 21 августа 1906)
- архимандрит Симеон (Холмогоров) (31 августа 1906 — 23 августа 1907)
- протоиерей Иоанн Панормов (23 августа — 20 октября 1907)
- протоиерей Николай Кибардин (20 октября 1907 — 18 октября 1916)
- протоиерей Николай Хильтов (1916—1918)
- митрополит Феодосий (Васнев) (20 апреля 2005 — 20 марта 2025)
- священник Виталий Щербаков (с 20 марта 2025) (врио)

## Известные выпускники
См. также Выпускники Тамбовской духовной семинарии
- 1809 — Иоаким Кочетов (протоиерей)
- 1826 — Дмитрий Гумилевский (архиепископ Филарет)
- 1833 — Прокопий Доброхотов (епископ Павел)
- 1836 — Александр Гренков (преподобный Амвросий Оптинский)
- 1839 — Николай Надеждин (епископ Нектарий)
- 1846 — Василий Благонравов (епископ Вениамин)
- 1850 — Яков Охотин (епископ Варсонофий)
- 1854 — Николай Аристов (историк)
- 1863 — Иван Дубасов (краевед)
- 1866 — Александр Вадковский (митрополит Антоний)
- 1870 — Василий Богоявленский (сщмч. митрополит Владимир (Богоявленский))
- 1872 — Николай Боков (епископ Никодим)
- 1874 — Малицкий Павел Иванович (историк Церкви, краевед)
- 1876 — Василий Преображенский (епископ Василий)
- 1885 — Иван Добросердов (епископ Димитрий)
- 1888 — Василий Богоявленский (сщмч. архиепископ Василий (Богоявленский))
- 1893 — Михаил Алабовский (священномученик)
- 1897 — Фёдор Ивановский (епископ Хрисогон)
- 1899 — Александр Полянский (епископ Амвросий)
- 1903 — Иван Федченков (митрополит Вениамин)
- 1904 — Пётр Черменский (историк, краевед)
- 1907 — Евгений Рождественский (епископ Евсевий)
- 1909 — Михаил Сперанский (протоиерей)
- 1912 — Константин Островитянов (экономист)